# Domeykit
Domeykit, auch unter den bergmännischen Bezeichnungen Arsenkupfer und Arsenikkupfer oder als chemische Verbindung Kupfer(I)-arsenid bekannt, ist ein selten vorkommendes Mineral aus der Mineralklasse der „Sulfide und Sulfosalze“. Es kristallisiert im kubischen Kristallsystem mit der chemischen Zusammensetzung α-Cu3As und entwickelt überwiegend traubige, massige Aggregate in zinnweißer bis stahlgrauer Farbe und grauer bis schwarzer Strichfarbe. Nach einiger Zeit an der Luft bekommt Domeykit einen zunächst gelblichen Überzug, der im weiteren Verlauf der Verwitterung hellbräunlich wird und schließlich bunt schillert.

## Etymologie und Geschichte
Domeykit wurde nach Ignacy Domeyko (1802–1889), einem polnischen Geologen und Mineralogen benannt.
Eine erste Beschreibung des Minerals unter der Bezeichnung Arsenikkupfer findet sich 1837 in den Annalen der Physik und Chemie durch Zinken. Im Jahres-Bericht über die Fortschritte der Chemie (Volume 24, 1844) berichtet Jöns Jakob Berzelius von einem durch Domeyko in Coquimbo gefundenen Arsenikkupfer. Den heute gültigen Namen Domeykit erhielt das Mineral allerdings erst durch Wilhelm Ritter von Haidinger, der es in seinem 1845 erschienenen Handbuch der bestimmenden Mineralogie in die Ordnung der „Kiese“ einordnete.
Ein anderes, ebenfalls erstmals in der „Los Algodones Mine“ bei La Serena in der Region Coquimbo gefundenes und ursprünglich für gediegen Silber gehaltenes Arsenkupfer (Cu6As mit 83,5 % Kupfer und 16,5 % Arsen), wurde als Algodonit beschrieben.

## Klassifikation
In der veralteten 8. Auflage der Mineralsystematik nach Strunz gehörte der Domeykit zur Mineralklasse der „Sulfide und Sulfosalze“ und dort zur Abteilung „Legierungen (und legierungsartige Verbindungen) von Metallen mit den Halbmetallen As, Sb, Bi“, wo er gemeinsam mit Algodonit, Horsfordit, Trigodomeykit, Koutekit, Novákit und Whitneyit in der „Whitneyit-Koutekit-Gruppe“ mit der Systemnummer II/A’.01 steht.
In der zuletzt 2018 überarbeiteten Lapis-Systematik nach Stefan Weiß, die formal auf der alten Systematik von Karl Hugo Strunz in der 8. Auflage basiert, erhielt das Mineral die System- und Mineralnummer II/A.01-020. Dies entspricht der Klasse der „Sulfide und Sulfosalze“ und dort der Abteilung „Legierungen und legierungsartige Verbindungen“, wo Domeykit zusammen mit Algodonit, Cuprostibit, Koutekit, Kutinait, Novákit und Domeykit-β eine unbenannte Gruppe mit der Systemnummer II/A.01 bildet.
Die von der International Mineralogical Association (IMA) zuletzt 2009 aktualisierte 9. Auflage der Strunz’schen Mineralsystematik ordnet den Domeykit in die Klasse der „Sulfide und Sulfosalze (Sulfide, Selenide, Telluride, Arsenide, Antimonide, Bismutide, Sulfarsenide, Sulfantimonide, Sulfbismutide)“ und dort in die Abteilung „Legierungen und legierungsartige Verbindungen“ ein. Hier ist das Mineral in der Unterabteilung „Verbindungen von Halbmetallen mit Kupfer (Cu), Silber (Ag), Gold (Au)“ zu finden, wo es als einziges Mitglied eine unbenannte Gruppe mit der Systemnummer 2.AA.10b bildet.
In der vorwiegend im englischen Sprachraum gebräuchlichen Systematik der Minerale nach Dana hat Domeykit die System- und Mineralnummer 02.02.02.01. Das entspricht der Klasse der „Sulfide und Sulfosalze“ und dort der Abteilung „Sulfidminerale“. Hier findet er sich innerhalb der Unterabteilung „Sulfide – einschließlich Selenide und Telluride – mit der Zusammensetzung AmBnXp, mit (m+n):p = 3:1“ in der „Domeykitgruppe“, in der auch Kutinait und Dienerit eingeordnet sind.

## Modifikationen und Varietäten
Ein Mineralgemenge aus Domeykit, Algodonit und arsenreichem Kupfer wird als Mohawkit bezeichnet.

## Bildung und Fundorte

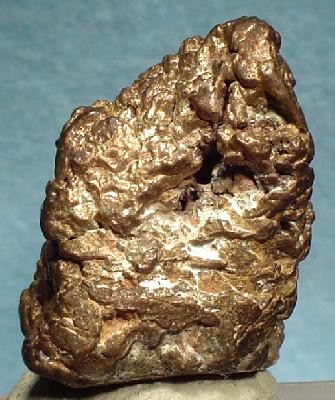
Verwachsung aus Domeykit und Algodonit aus der Cashin Mine im Montrose County, Colorado, USA

Domeykit bildet sich hydrothermal zusammen mit Algodonit, Cuprit (Kupfer(I)-oxid), Kupfer, Silber und Nickelin (Rotnickelkies), mit dem sich Domeykit in dünnen Lagen abwechselt. Neben den oben beschriebenen Formen kann es auch nierenförmig derb oder eingesprengt vorliegen.
Insgesamt konnte Domeykit bisher (Stand: 2011) an rund 70 Fundorten nachgewiesen werden. Neben seiner Typlokalität „Los Algodones Mine“ in der Región de Coquimbo fand sich das Mineral noch bei Chañarcillo und San Antonio in der Región de Atacama.
In Deutschland wurde Domeykit unter anderem bei Dörrmorsbach und an der Hartkoppe bei Sailauf in Bayern, bei Kastel in der saarländer Gemeinde Nonnweiler und auf Helgoland in Schleswig-Holstein gefunden. In Österreich trat Domeykit bisher nur in der Kupfer-Lagerstätte nahe der Gemeinde Flatschach in der Steiermark auf und in der Schweiz bisher nur in der Gemeinde Leysin im Kanton Waadt.
Die größten bekannten Lagerstätten liegen auf der Keweenaw Peninsula im US-Bundesstaat Michigan sowie in Talmessi und Anarak im Iran. Erwähnenswert aufgrund außergewöhnlicher Domeykitfunde ist unter anderem auch Běloves bei Náchod in der tschechischen Region Hradec Králové, wo massige Mineral-Aggregate von bis zu fünf Zentimetern Größe gefunden wurden.
Weitere Fundorte liegen in Argentinien, Bolivien, Frankreich, Italien, Kanada, Namibia, Neuseeland, Russland, Schweden, Ungarn, im Vereinigten Königreich (Großbritannien) und in den Vereinigten Staaten von Amerika (USA).

## Kristallstruktur

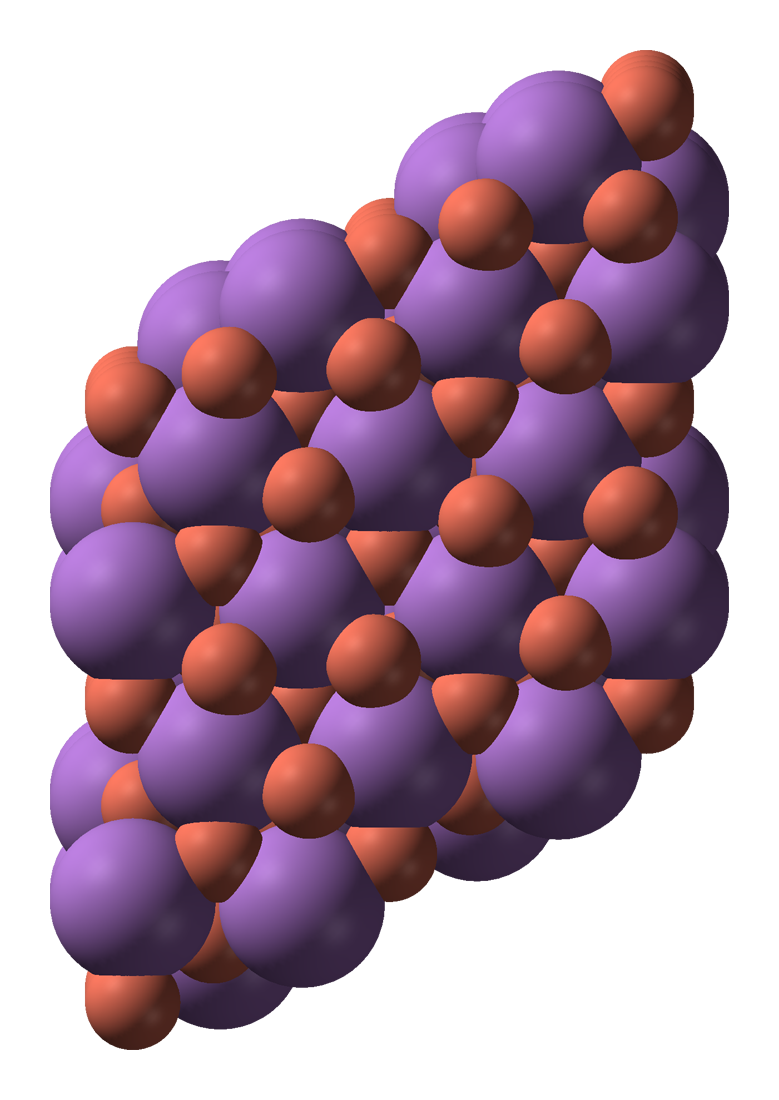
Strukturmodell von Domeykit

Domeykit kristallisiert kubisch in der Raumgruppe I43d (Raumgruppen-Nr. 220) mit dem Gitterparameter a = 9,62 Å sowie 16 Formeleinheiten pro Elementarzelle.